# Giandomenico Coleti
Giandomenico Coleti (Venecia, 27 de septiembre de 1727-Venecia, 5 de enero de 1798) fue un misionero, geógrafo y erudito italiano.

## Biografía
Giandomenico Coleti nació en una familia de grandes eruditos: su padre, Sebastiano, acreditado impresor; su tío, Nicola, editor en 1720 de la Italia sacra de Ferdinando Ughelli, y en 1728 de la Collectio Conciliorum de Philippe Labbe; su hermano menor, Giovanni Giacomo, también jesuita, colaborador del Illyricum sacrum de Daniele Farlati y coeditor de las Opera omnia de Lucifer de Cagliari. Cursadas las humanidades con los jesuitas del Colegio de Nobles de Ravena, estudió en Venecia literatura, filosofía y se doctoró in utroque jure. Ya sacerdote, fue admitido en la Compañía de Jesús y partió para Quito en 1755 con los procuradores de la provincia.
Completado su noviciado en Latacunga y sus estudios en Quito, enseñó la teología moral en la Universidad de San Gregorio Magno de Quito, en donde organizó la «Biblioteca Ignaciana», con más de 13 000 volúmenes y 400 manuscritos, una de las mejores bibliotecas de América. Al mismo tiempo recogía materiales con los que se proponía escribir la historia de la Hispanoamérica: noticias bibliográficas y archivísticas, mapas, vistas panorámicas, cuadros, dibujos, etc. Devuelto a su patria por la expulsión de los jesuitas (1767), decretada por Carlos III de España, enseñó teología moral en Tívoli y Bagnacavallo (Ravena). Desde 1777 fue secretario del obispo de Foligno y arcipreste de Spercenigo (Treviso). Sus contactos epistolares con numerosos eruditos y sus viajes por la Italia septentrional y central le proporcionaron la ocasión de recoger noticias de epigrafía e historia del cristianismo. La Biblioteca Marciana de Venecia posee numerosos volúmenes manuscritos con las correcciones a Ughelli, inscripciones antiguas, una Geografia universale divisa in Stati e Provincie, disertaciones, poesía latina e italiana, etc. Su obra más personal fue el Dizionario storico-geografico dell'America meridionale (Diccionario histórico-geográfico de la América del Sur), primera descripción detallada del continente, anterior en quince años a la de Antonio de Alcedo y Herrera. Su mérito estriba en el conocimiento personal y directo de las tierras americanas, con mapas dibujados por él, datos etnográficos y estadísticos sobre el sistema impositivo, los monopolios y cargas fiscales, los procesos de despoblación y decadencia, que ilustran la situación americana en vísperas del proceso independentista. Evita los juicios históricos y polémicos sobre la colonización española de América y no menciona la obra del abate Guillaume-Thomas Raynal. Por todo ello debe considerarse a Coleti como uno de los precursores de la ciencia geográfica americana.

## Obras
- Vida de S. Juan Apóstol evangelista (Lima, 1761).
- Dizionario storico-geografico dell'America meridionale (Venecia, 1771).
- Notæ et Siglæ in nummis et lapidibus veterum Romanorum explicatæ, etc. (Venecia, 1785).
- Notizie storiche della chiesa di San Pietro in Sylvis di Bagnacavallo (Venecia, 1774).